# Orlando Ricci
Orlando Ricci (Massa, 5 ottobre 1910 – ...) è stato un calciatore italiano, di ruolo centrocampista.

## Carriera

### Giocatore
Inizia la carriera giocando per un biennio con la Massese (che in quegli anni si chiamava Juventus Massa), club della sua città natale; nella stagione 1928-1929 gioca in Prima Divisione (la seconda serie italiana dell'epoca) con la Carrarese, con cui rimane anche nella stagione 1929-1930, giocata in terza serie (livello a cui era stata declassata la Prima Divisione). Si trasferisce quindi alla Lucchese, con cui nella stagione 1930-1931 gioca 2 partite nel campionato di Serie B; durante il servizio militare gioca in questa stessa categoria con il Verona, con cui è autore di 3 reti in 11 partite di campionato giocate; torna poi alla Massese, con cui trascorre una stagione nuovamente in Prima Divisione. Gioca quindi per una stagione ciascuno nei GC Vigevanesi in Serie B (23 presenze e 2 reti), nuovamente alla Carrarese in Prima Divisione (una presenza), all'Atalanta in Serie B (15 presenze) ed ancora alla Carrarese in Serie C (campionato nato in quell'anno come nuova terza divisione italiana, in cui gioca 15 partite). Dal 1937 al 1939 trascorre invece due stagioni in Serie C al Savona, con cui è autore di altre 15 presenze e 4 reti in questa categoria (che vince nella stagione 1938-1939), in cui gioca nuovamente dal 1939 al 1942 ancora con la Carrarese, per poi chiudere la carriera nel 1943 dopo una stagione nuovamente con la Massese in Prima Divisione (che da alcuni anni era di fatto il quarto livello del campionato italiano).
In carriera ha totalizzato complessivamente 50 presenze e 5 reti in Serie B.

### Allenatore
Allenò il Montevecchio nel campionato di IV Serie 1952-1953 e, successivamente, il Solvay.

## Palmarès

### Giocatore

#### Competizioni nazionali
- Serie C: 1

Savona: 1938-1939 (girone D)